# Jiang Xueyan
Jiang Xueyan (ur. 26 września 1981) – chińska zapaśniczka w stylu wolnym. Mistrzyni Azji w 2000. Druga na igrzyskach wschodniej Azji w 2001. Trzecia w Pucharze Świata w 2001 i piąta w 2002 roku.